# Буносово
Буносово — деревня в составе Дмитриевского сельского поселения Галичского района Костромской области России.

## География
Деревня расположена у реки Святичка.

## История
Согласно Спискам населенных мест Российской империи в 1872 году деревня относилась к 1 стану Галичского уезда Костромской губернии. В ней числилось 19 дворов, проживало 49 мужчин и 63 женщины.
Согласно переписи населения 1897 года в деревне проживало 143 человека (66 мужчин и 77 женщин).
Согласно Списку населенных мест Костромской губернии в 1907 году деревня относилась к Фоминской казённой волости Галичского уезда Костромской губернии. По сведениям волостного правления за 1907 год в деревне числилось 28 крестьянских дворов и 158 жителей. В деревне имелись школа, ветряная мельница, кузница и красильная мастерская. Основным занятием жителей деревни была работа малярами.
До 2010 года деревня относилась к Челменскому сельскому поселению.

## Население
| 2008 | 2010 | 2012 | 2014 |
| ---- | ---- | ---- | ---- |
| 80   | ↘63  | ↗78  | ↘77  |

## Известные люди
В деревне родился генерал-майор медицинской службы Алексей Иванович Иванов (1904—66).